# Le Cauchemar de Fatty
Le Cauchemar de Fatty (He Did and He Didn't ou Love and lobsters) est un film américain réalisé par Roscoe Arbuckle, sorti en 1916. Roscoe "Fatty" Arbuckle y joue aussi le principal rôle masculin aux côtés de Mabel Normand.

## Synopsis
Fatty est médecin, et vit dans une belle maison avec sa femme. Il s'habille pour le diner, au cours duquel sont servies des langoustes.

## Fiche technique
- Réalisation :  Roscoe Arbuckle
- Scénario : Roscoe Arbuckle
- Producteur :  Mack Sennett
- Photographie : Elgin Lessley
- Production : The Keystone Film Company
- Distributeur : Triangle Keystone, Mack Sennett Production
- Durée : 20 minutes
- Date de sortie : 30 janvier 1916

## Distribution
- Roscoe Arbuckle : le Docteur
- Mabel Normand : sa femme
- William Jefferson : son ami d'enfance
- Al St. John : un cambrioleur
- Joe Bordeaux : le complice